# Estação Harajuku
A Estação Harajuku (原宿駅, Harajuku-eki) é uma estação ferroviária localizada no bairro de Shibuya, Tokyo, Japão. É operada pela East Japan Railway Company (JR East). A estação leva o nome da área próxima, Harajuku.

## Linhas
A estação é servida pela linha Yamanote e fica ao lado da estação Meiji-Jingumae, das linhas Chiyoda e Fukutoshin do metrô de Tóquio.  É marcada como uma integração na maioria dos mapas de rotas, ainda que não haja conexão física entre as duas estações. 

## Layout da estação

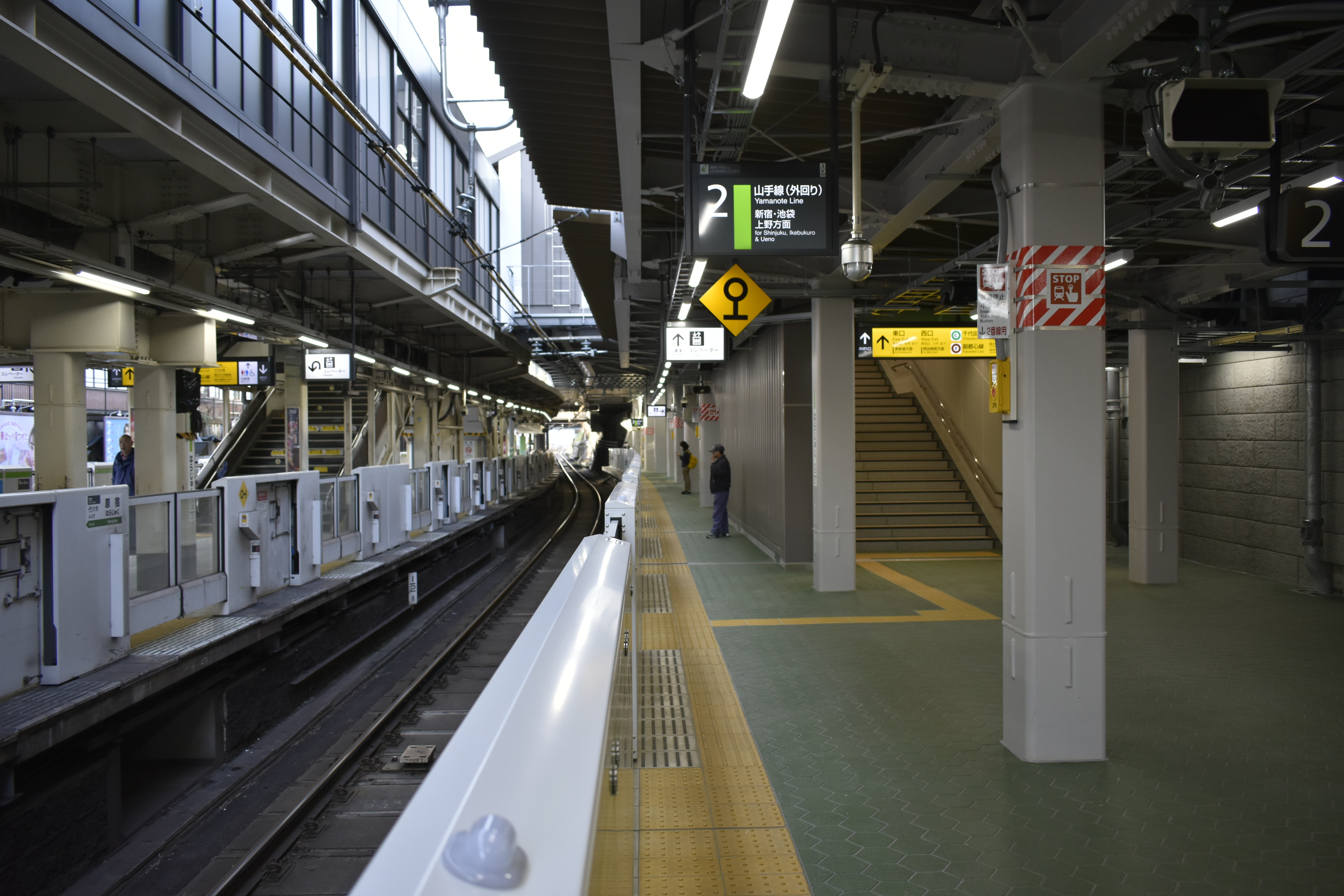
As plataformas da linha Yamanote em 2020

A estação consiste em duas plataformas laterais de dois trilhos. A estação era composta inicialmente por uma plataforma central com uma plataforma adicional temporária voltada para a direção de Shinjuku. Essa plataforma temporária foi tornada permanente nas reformas de 2020. Atualmente, as duas plataformas servem direções diferentes. 

## História
A estação foi inaugurada em 30 de outubro de 1906.
Em novembro de 2014, foram instaladas portas de plataforma.

### Renovações de 2020
Em junho de 2016, a JR East anunciou planos para reconstruir a estação antes das Olimpíadas de 2020, visando evitar problemas relacionados à superlotação e melhorar o fluxo de passageiros. A construção se iniciou em setembro de 2016. Em 21 de março de 2020, pouco antes da previsão de início das Olimpíadas e Paraolimpíadas de Tóquio, um novo edifício foi inaugurado ao sul do edifício antigo, com saídas para o templo Meiji-Jingu e para a avenida Omotesando. Em novembro de 2019, após três anos de consultas com associações locais, a JR East decidiu demolir o antigo prédio da estação, alegando motivos de segurança.

## Estatísticas de passageiros
No ano de 2018, a estação foi utilizada por uma média de 75.341 passageiros por dia (apenas passageiros de embarque), tornando-a a sexagésima segunda estação mais movimentada operada pela JR East.